# L'Amour en herbe
Pour plus de détails, voir Fiche technique et Distribution.
L'Amour en herbe est un film français réalisé par Roger Andrieux, sorti en 1977.

## Synopsis
Marc est un adolescent normal, et par conséquent en conflit avec ses parents. Il ne s'entend qu'avec son grand frère. Un jour, le premier amour arrive et compte sur la compréhension de son frère, mais Christian connait des bouleversements dans sa vie professionnelle et ne sera pas exactement là où Marc l'attendait.

## Fiche technique
- Titre : L'Amour en herbe
- Réalisation : Roger Andrieux
- Scénario : Jean-Marie Bénard
- Photographie : Ramón F. Suárez
- Montage : Kenout Peltier
- Musique originale : Maxime Le Forestier
- Société de production : Sofracima
- Pays d'origine :  France
- Langue : français
- Format : couleur (Eastmancolor) — 35 mm — 1,37:1 — Son : Mono
- Genre : comédie dramatique
- Durée : 98 minutes
- Date de sortie : 
  - France : 7 septembre 1977

## Distribution
- Pascal Meynier : Marc Morel
- Guilhaine Dubos : Martine Pérez
- Bruno Raffaelli : Christian Morel
- Alix Mahieux : Mme Morel, la mère
- Françoise Prévost : La mère de Martine
- Michel Galabru : M. Morel, le père
- François Migeon
- Frédéric Witta
- Pascal Stroka
- Claude Debord
- Thierry Lhermitte : François Josse
- Christian Clavier : L'ami joueur de cartes de Christian
- Antoinette Moya
- Maurice Travail
- Yann Mayer
- Jean Benguigui : Langelin
- Philippe du Janerand
- Raymonde Crozatier
- William Morel
- Henri Labussière : Le proviseur